# مزرعه مهدی محمدی
مزرعه مهدی محمدی، یک آبادی از توابع بخش شهداد، شهرستان کرمان در استان کرمان ایران است.

## جمعیت
این آبادی در دهستان اندوهجرد قرار دارد و براساس سرشماری مرکز آمار ایران در سال ۱۳۹۵، سکنه دائم آن کمتر از سه خانوار بوده‌است.